# Gymnotheca chinensis
Gymnotheca chinensis är en tvåhjärtbladig växtart som beskrevs av Joseph Decaisne. Gymnotheca chinensis ingår i släktet Gymnotheca och familjen Saururaceae. Inga underarter finns listade i Catalogue of Life.